# Budčice (železniční zastávka)
Budčice jsou železniční zastávka na trati Čerčany – Světlá nad Sázavou. Zastávka se nachází ve vesnici Budčice, okres Kutná Hora, v blízkosti přejezdu P5859. 

## Historie
Zastávka byla uvedena do provozu 18. července 1937 pod názvem Budčice. V roce 1939 zastávka získala německé jméno Bučitz, o rok později se tento název změnil na Butschitz. V roce 1945 zastávka získala původní český název.

## Popis
Na zastávce se nachází jedno nízké nástupiště, tvořené udusaným pískem a štěrkem. Do roku 2016 se zde nacházel plechový přístřešek,[zdroj?] který byl nahrazen přístřeškem dřevěným. Zastávka neposkytuje žádné další služby, nenachází se tu informační tabule ani rozhlas.